# Esgrima en Chile
La organización de la esgrima en Chile está a cargo de la Federación Chilena de Esgrima (FECHE) y lo representa ante la Federación Internacional. Su sede se encuentra en la capital Santiago.  

## Clubes[1]
| - Arica - The Antofagasta British School - Ninjutsu Y Esgrima (Antofagasta) - Colegio San Luis (Antofagasta) - Allez (Viña del Mar) - Club José Miguel Carrera (Santiago) - Lion's School (Cartagena) - Ejército de Chile - Carabineros de Chile - Escuela Militar del Libertador Bernardo O'Higgins - Escuela Naval Arturo Prat - Escuela de Carabineros de Chile - Escuela de Investigaciones Policiales - Escuela de Aviación del Capitán Manuel Ávalos Prado - Universidad Andrés Bello - Universidad de Chile | - Universidad de Las Américas - Club Manquehue (Vitacura) - Scaramouche (Las Condes) - Club Providencia - Mosqueteros (La Reina) - Olímpico (Peñalolén) - Montecristo (Peñalolén) - La Florida - Afondo (La Florida) - Club de esgrima O'Higgins (Rancagua) - Liceo Óscar Castro Zúñiga (Rancagua) - Iresgrim (Rancagua) - Araucania Fencing Club (Temuco) - Club de esgrima La Unión Fencing Club (La Unión) - Club de esgrima Valdivia Fencing Club (Valdivia) - Club de esgrima Lago Ranco Fencing Club (Lago Ranco) - Asociación Deportiva Austral de Esgrima (Coyhaique) - Regimiento A14 (Coyhaique) - Austral (Punta Arenas) |

## Esgrimistas[3]

### Hombres
| - Paris Inostroza (Espada) - Rolf Nickel (Espada) - Heinz Nickel (Espada) (También compite en el circuito Junior) - Carlos Lepe (Espada) - Nicolas Miranda (Espada) - Klaus Nickel (Espada) - Eduardo Azagra (Espada) - Felipe Alvear (Florete) | - Aníbal Alvear (Florete) - Ruben Silva (Florete) - Juvenal Alarcón (Florete Junior) - Víctor Contreras (Sable) - Tarik Ruiz (Sable) - Rodrigo Araya (Sable) - Cristóbal de la Vega (Espada) - Gustavo Alarcón (Florete) |

### Mujeres
| - Cáterin Bravo (Espada) - Pía Montecinos (Espada) - Rudy Lepe (Espada) - Javiera Lepe (Espada) - Analía Fernández (Espada Junior) - Catalina Saldías (Espada Junior)* | - Barbara Garcia (Florete) - Paula Silva (Florete) - Alejandra Muñoz (Florete Junior) - Isabel Peralta (Sable) (También compite en el circuito Junior) - Yolanda Muñoz (Sable Junior) - Luz Alarcón (Florete) - Katina Proestakis (Florete) |